# Skogsbrukets grader i Tyskland

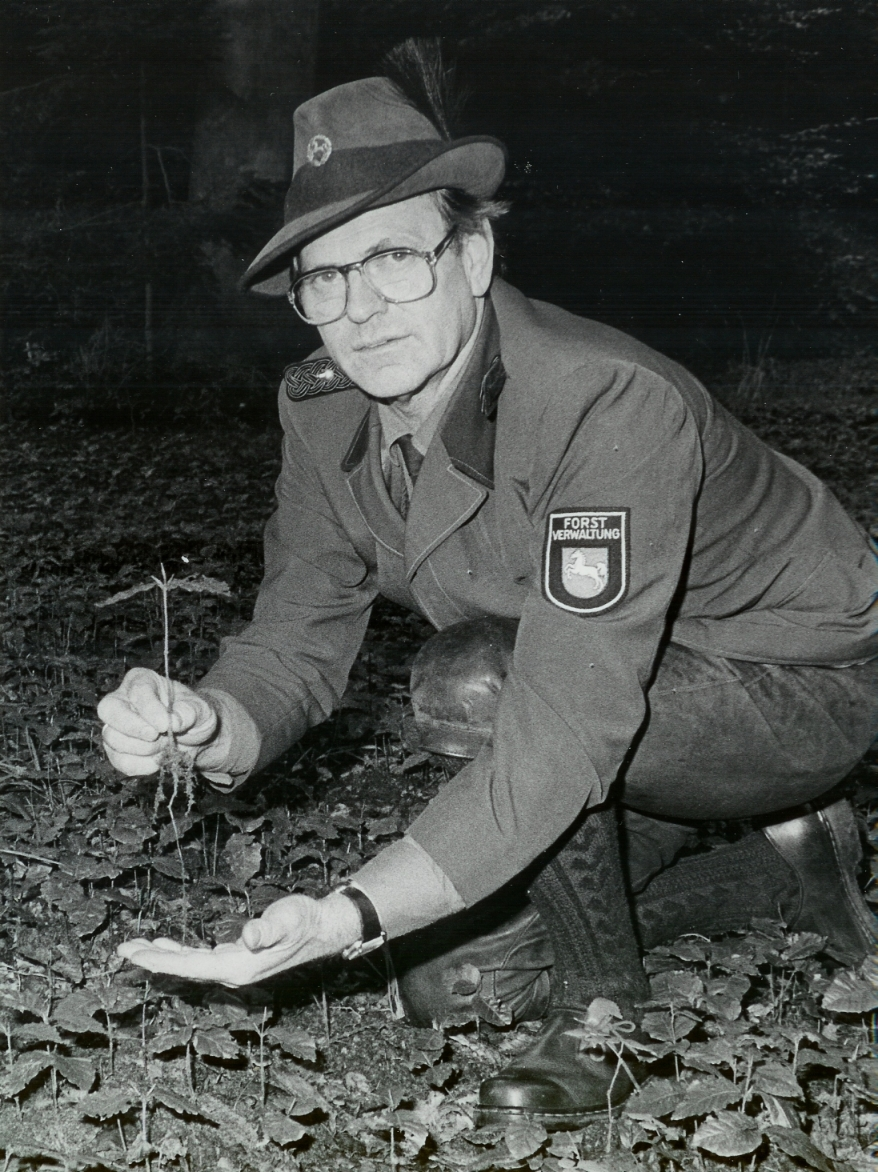
Forstamtmann i uniform med gradbeteckningar 1984.

Bundesforstwerwaltung, den federala skogsbruksmyndigheten, använder sig av följande tjänstebenämningar och gradbeteckningar.

## Skogstekniker
Personal som har utbildning motsvarande skogstekniker:

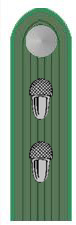
Forstsekretär
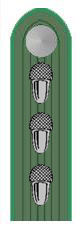
Forstobersekretär
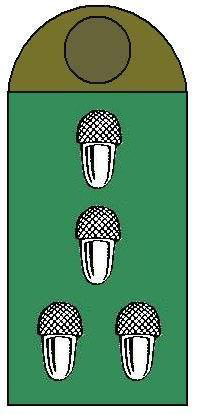
Forsthauptsekretär (slejf på axelklaff)

## Skogsmästare
Personal som har utbildning motsvarande skogsmästare:

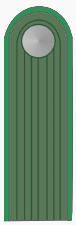
Forstinspektor- anwärter
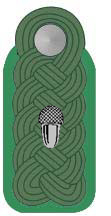
Forstinspektor
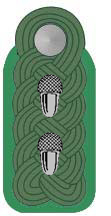
Forstoberinspektor
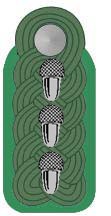
Forstamtmann
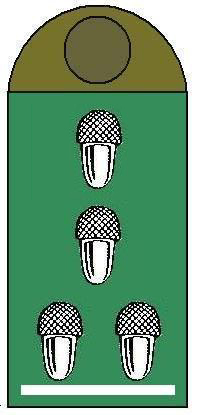
Forstamtsrat (slejf på axelklaff)

## Jägmästare
Personal som har utbildning motsvarande jägmästare:

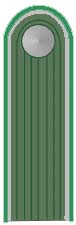
Forstreferendar
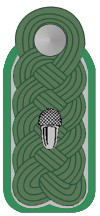
Forstrat
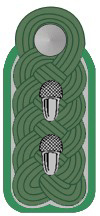
Forstoberrat
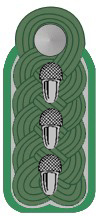
Forstdirektor
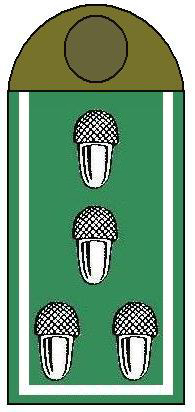
Leitender Forstdirektor (slejf på axelklaff)

## Högre chefspersonal

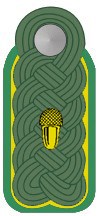
Abteilungsleiter in der Zentrale Bundesforst Överdirektör
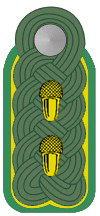
Leiter der Sparte Bundesforst in der Bundesanstalt für Immobilienaufgaben Generaldirektör